# Aphelochaeta vivipara
Aphelochaeta vivipara är en ringmaskart som först beskrevs av Christie 1984.  Aphelochaeta vivipara ingår i släktet Aphelochaeta och familjen Cirratulidae. Arten är reproducerande i Sverige. Inga underarter finns listade i Catalogue of Life.